# ゲートウェイ・エカマイ
ゲートウェイ・エカマイ（タイ語: เกตเวย์ เอกมัย、英語: Gateway Ekamai）は、タイ・バンコクにある商業施設である。
日本をテーマとしており、日本企業が多数出店しているばかりでなく、すべての表示に日本語が記載されている。スノータウンは小樽市もモチーフにしている。
※スノータウンは閉業 2019年8月現在